# خورشیدگرفتگی ۲۳ سپتامبر ۲۰۷۱
خورشیدگرفتگی ۲۳ سپتامبر ۲۰۷۱ (به انگلیسی: Solar eclipse of September 23, 2071) یک خورشیدگرفتگی از نوع خورشیدگرفتگی کامل است. این خورشیدگرفتگی در تاریخ ۲۳ سپتامبر ۲۰۷۱ میلادی (‎۱ مهر ۱۴۵۰ خورشیدی) روی خواهد داد که زمان اوج آن، ساعت ۱۷:۲۰:۲۸ به‌وقت ساعت هماهنگ جهانی است. مدت زمان و طول این خورشیدگرفتگی ۳ دقیقه و ۱۱ ثانیه خواهد بود.